# Alejandro Dhers
Alejandro Dhers (* 1952 in Buenos Aires) ist ein argentinischer Künstler und Fotograf.

## Leben
Dhers studierte zunächst Kommunikationssoziologie in Buenos Aires und daran anschließend Fotografie in Barcelona. Dhers hatte bislang Ausstellungen in der Fundació Joan Miró, im Haus der Kulturen der Welt, im Museum Europäischer Kulturen, u. a. Er hat außerdem an einer Reihe von Gemeinschaftsausstellungen teilgenommen, darunter an der Ausstellung Argentinier im Spiegel 2001, die von der Botschaft der Republik Argentinien und vom Goethe-Institut veranstaltet wurde. Dhers wurde mit mehreren internationalen Preisen ausgezeichnet. Seit 2005 arbeitet er in Frankreich als Musiker und Video-Künstler.